# Escola de Puntaires (l'Arboç)
Escola de Puntaires és una obra de l'Arboç (Baix Penedès) protegida com a Bé Cultural d'Interès Local.

## Descripció
Edificació de planta rectangular, allargada segons el c/ Àngel Guimerà, i estreta, amb una alçada de planta baixa i tres pisos, i acaba amb el terrat pla. Destaca pel seu color blanc que reforça la senzillesa de línies entre les quals destaquen les que formen els balcons que volen a la cantonada de la plaça. És una mostra d'arquitectura racionalista, un model absolutament aliè a les tipologies pròpies del nucli antic de l'arboç.